# Segway PUMA

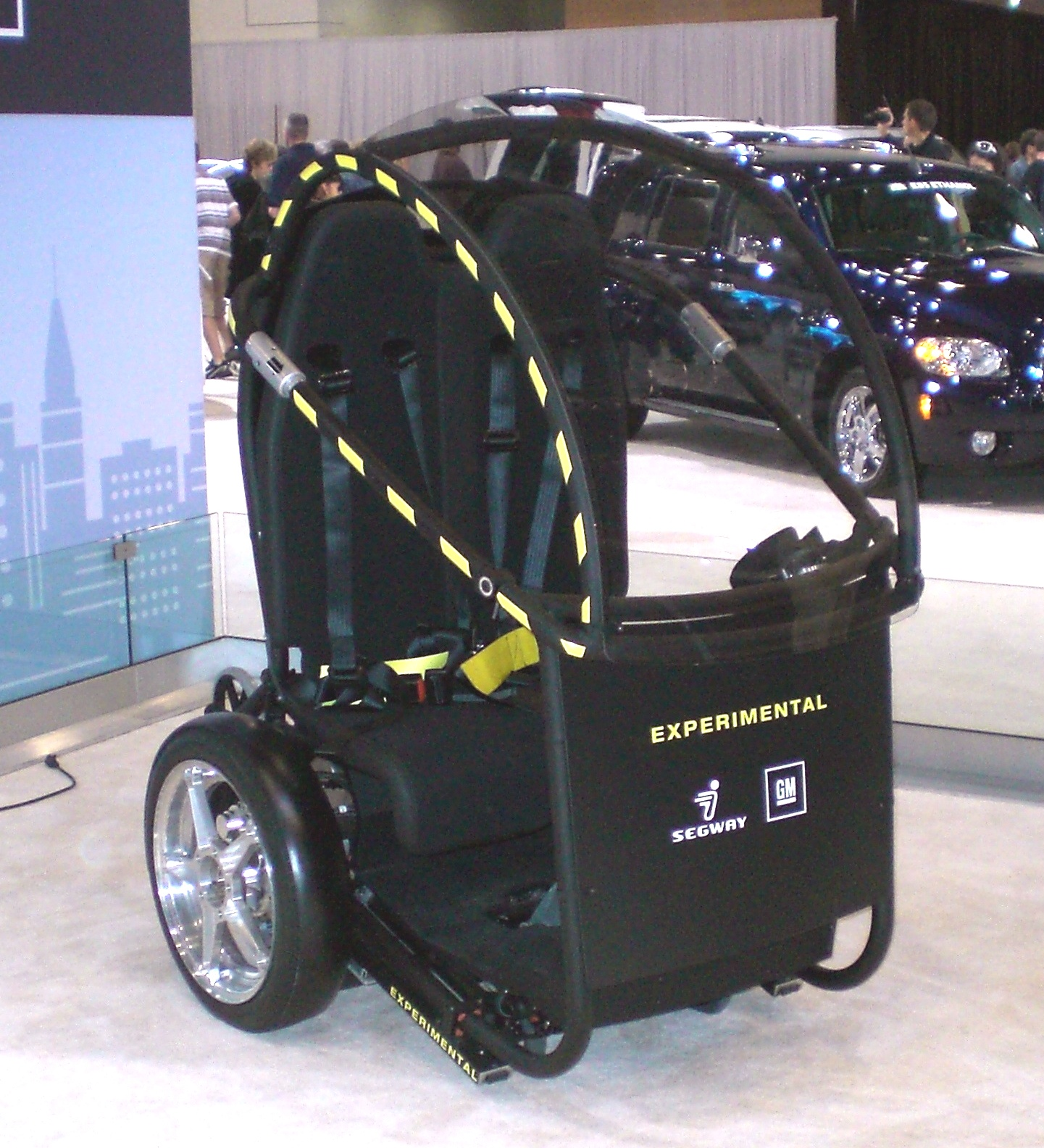
Segway PUMA (prototype)

De Segway P.U.M.A. (Personal Urban Mobility and Accessibility vehicle) is een voertuig van de Amerikaanse producent Segway. Het is een elektrisch, tweezits, tweewielig stadsvoertuig met een topsnelheid van 56 km/h en een bereik van 56 km. Het voertuig is ontwikkeld in samenwerking met de Amerikaanse autoproducent General Motors. Op 7 april 2009 werd het eerste prototype gepresenteerd.
Het prototype weegt 150 kg, en is voorzien van lithium-ion-accu's, en werkt volgens hetzelfde balanceersysteem als de Segway PT.